# Сорокин, Сергей Павлович
Серге́й Па́влович Соро́кин (род. 25 мая 1991, Челябинск) — российский и киргизский хоккеист, защитник.

## Биография
Сергей Сорокин родился 25 мая 1991 года в Челябинске.
Воспитанник челябинского «Мечела».
Начал карьеру в первой лиге в челябинском «Мечеле-2», в сезоне-2006/2007 и 2008/2009. В сезоне-2009/2010 выступал за челябинский «Сигнал»,.
В сезоне-2010/2011 выступал в Кыргызстане за «Горняк» из Ак-Тюза.
Вошёл в состав сборной Кыргызстана по хоккею с шайбой на зимних Азиатских играх и стал победителем второго по силе премьер-дивизиона. Играл на позиции защитника, провёл 6 матчей, набрал 9 (3+6) очков, забросив по шайбе в ворота сборных ОАЭ, Монголии и Малайзии.
В 2011—2015 годах выступал в  чемпионате Франции за «Роан».
В сезоне-2016/2017 выступал за «Алматы» в чемпионате Казахстана.

## Семья
Брат-близнец Владимир Сорокин (род. 1991) также занимался хоккеем с шайбой и вместе с Сергеем играл за «Мечел-2», «Сигнал», «Горняк», «Роан» и сборную Кыргызстана.